# Przygody pana Piorunkiewicza
Przygody pana Piorunkiewicza – nieukończony polski film fabularny z 1939 roku na podstawie prozy Tadeusza Dołęgi-Mostowicza.
Zdjęcia do filmu zaczęły się latem 1939, nie zostały ukończone z powodu wybuchu II wojny światowej.

## Treść
Film oparty był na niezrealizowanym pomyśle Tadeusza Dołęgi-Mostowicza z 1938 roku stworzenia serii krótkich filmów dla Polskiej Agencji Telegraficznej, które promowałyby najważniejsze osiągnięcia II Rzeczypospolitej. Na potrzeby serii Mostowicz stworzył komiczną postać pana Piorunkiewicza, który zwiedza Polskę w towarzystwie swojej siostrzenicy Dorotki.
Po niezrealizowaniu serii, Dołęga-Mostowicz rozwinął szkic scenariusza dostosowany do filmu fabularnego. Na jego podstawie rozpoczęto w 1939 roku realizację komedii. Zdjęcia kręcono m.in. w Toruniu. 

Pan Piorunkiewicz, główny bohater, miał być wileńską wersją lwowskich Szczepka i Tońka. „Wiadomości Filmowe" pisały o filmie:
Tadeusz Dołęga-Mostowicz, autor trylogii o prof. Wilczurze, wpadł na znakomity pomysł wykorzystania charakterystycznego dialektu Wileńszczyzny dla stworzenia arcykomicznej postaci „wujaszka z prowincji". Jak Szczepko i Tońko zdobyli sobie popularność lwowskim akcentem i szczerem humorem, to pan Piorunkiewicz podbije wszystkich swą serdecznością i poczciwością, która zarazem wpędza go w krytyczne sytuacje i nieoczekiwanie z niej wyciąga.

## Obsada
- Jan Kurnakowicz jako pan Piorunkiewicz
- Tadeusz Fijewski
- Alina Żeliska
- Władysław Grabowski
- Ludwik Sempoliński
- Józef Węgrzyn
- Helena Buczyńska